# Ersatz vergeblicher Aufwendungen
Der Ersatz vergeblicher Aufwendungen ist ein Rechtsbegriff aus dem Schadensersatzrecht.
Manchmal tätigt der Gläubiger im Vertrauen auf eine ordnungsgemäße Leistung des Schuldners Aufwendungen, die dann – zum Beispiel durch die Mangelhaftigkeit der Kaufsache – unnütz werden. Diese Aufwendungen sind kein Schaden im Sinne des § 280 und § 281 BGB, da sie weder Folge der Pflichtverletzung sind, noch im Falle der Lieferung einer mangelfreien Sache unterblieben wären. Für einen Anspruch auf Erstattung dieser „frustrierten“ Aufwendungen bedarf es daher einer entsprechenden gesetzlichen Regelung. Diese findet sich in § 284 BGB.